# Тальпаро
Тальпаро (англ. Talparo) — деревня в регионе Кува-Табаквит-Талпаро в центральной части острова Тринидад в Тринидаде и Тобаго.

## Население
По данным на 9 января 2011 года в деревне проживало 1661 человек: мужчин — 877, женщин — 784.
На 15 мая 2000 года население составляло 1358 человек.
Согласно переписи населения 2011 года, было 512 домохозяйств.

## Инфраструктура
Примерно в 2,5 км от деревни на водохранилище Арена расположена плотина Карони-Арена — крупнейшая в стране